# Wikinomics
Wikinomics: How Mass Collaboration Changes Everything (ISBN 1-59184-193-3) är en bok av den kanadensiske affärsstrategen Don Tapscott och statsvetaren Anthony D. Williams. I boken beskriver författarna hur några företag i början av 2000-talet framgångsrikt har arbetat med massmedverkan och open-sourceteknologi, såsom wikier. Wikinomics baseras enligt Tapscott på fyra idéer: öppenhet, peering, delning och global aktion.